# Palazzo Donn'Anna

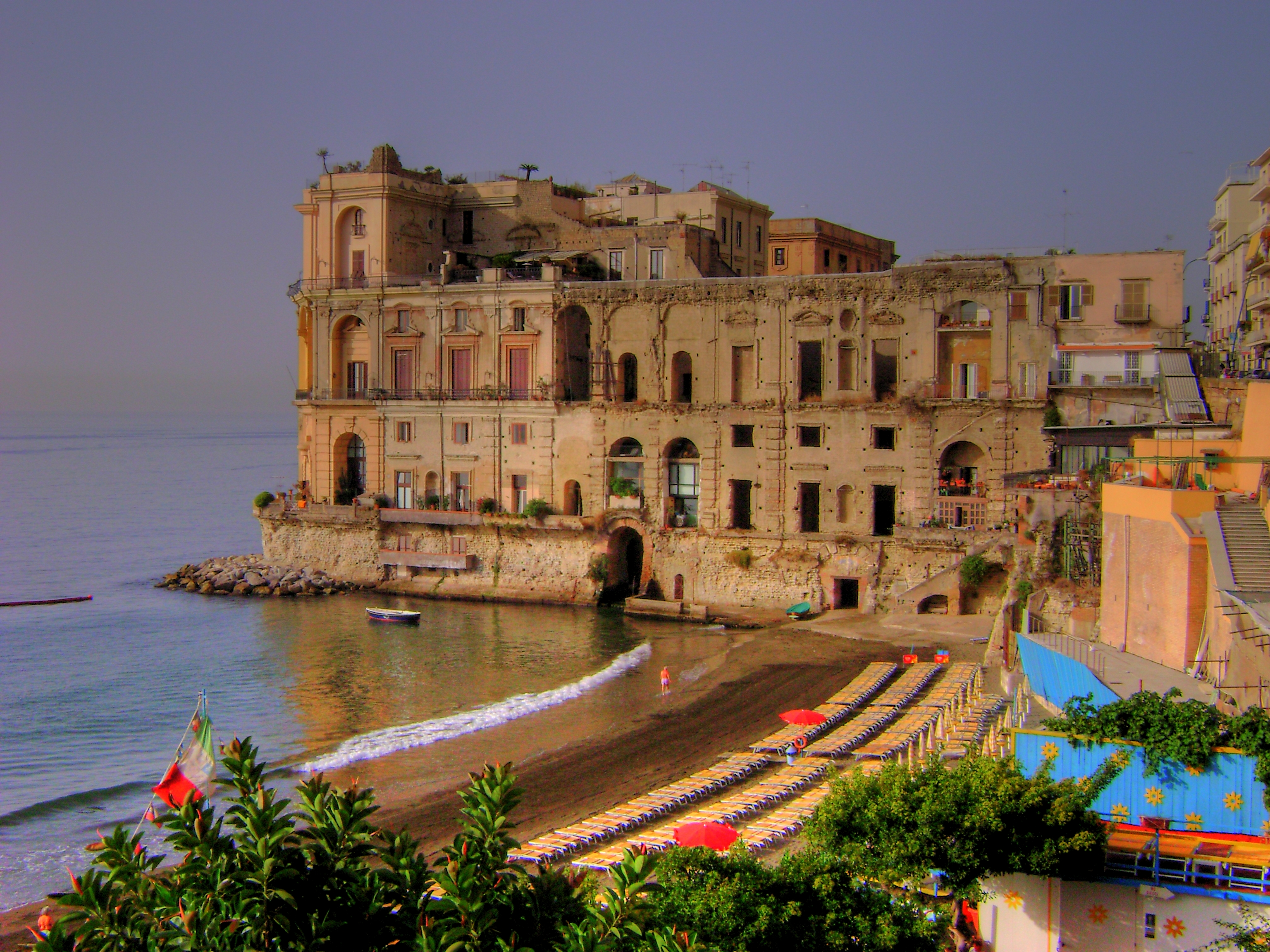
Palazzo Donn'Anna in Napels

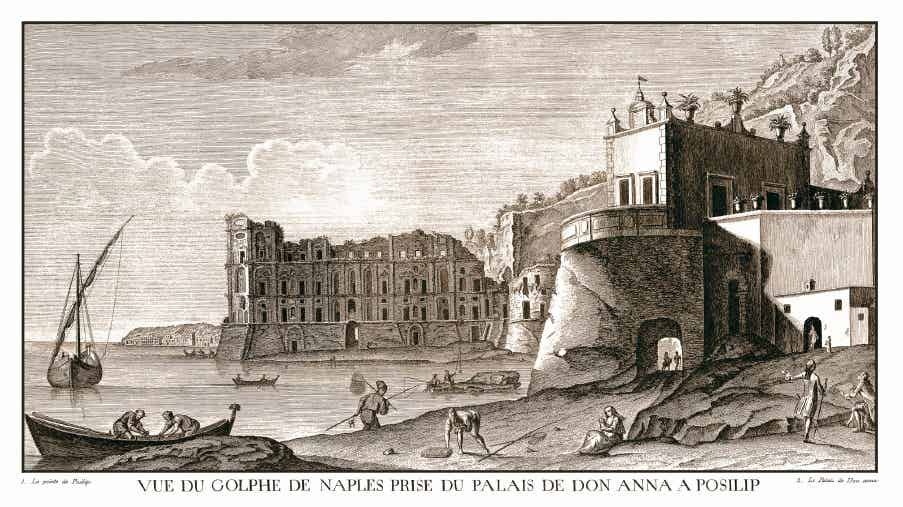
Links achter: ondergrondse ingang via de zee. Rechts voor: ingang voor koetsen. Beeld van voor de afbraak om de Via Posillipo rechts aan te leggen.

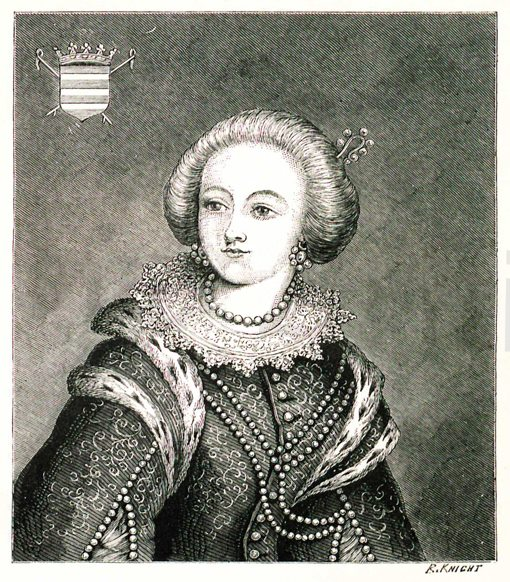
Anna Carafa della Stadera

Het Palazzo Donn’Anna (17e eeuw) is een voormalig paleis in Napels, hoofdplaats van de Italiaanse regio Campania. Het staat aan de rand van de wijk Posillipo, aan het oostelijk einde van de Via Posillipo.
Het paleis had twee ingangen: een langs de zee (een ondergrondse ingang) en een langs de kustlijn. Deze laatste had een wachttoren en was breed genoeg om een koets door te laten. Over het paleis werden stadslegendes verteld en geschreven.

## Naam
Het paleis draagt de naam van Anna Carafa della Stadera (1610-1644). Deze edeldame was de bouwheer van het paleis, in zijn laatste versie.

## Historiek
Op deze uithoek in de Tyrreense Zee stonden sinds de Romeinse Oudheid resten van Romeinse villa’s. Deze dienden als fundament voor de Villa der Sirena in de 15e eeuw. Dragonetto Bonifacio was destijds eigenaar van de villa. Na meerdere keren van eigenaar veranderd te zijn, kwam de villa in bezit van Anna Carafa della Stadera. 
Eenmaal haar man Ramor Felipe Nunez de Guzman vicekoning van Napels werd, vroeg Anna de villa uit te bouwen tot een paleis. Cosimo Fanzago was de architect van het barokke paleis (1642). Het slot besloeg de hele landtong en rustte bovendien op een rots van tufsteen die uitsteekt boven de zeespiegel. Het kijkt uit op de Baai van Napels en het eiland Capri. Het paleis werd verfraaid met luxueuze interieurs en een theater waarbij de toeschouwers richting zee keken. De werken stopten toen Anna Carafa in het kraambed stierf (1644). Na de revolutie in Napels van 1647 werd wat er stond van het paleis beschadigd. De zoon van Anna Carafa, Nicola Maria de Guzman Carafa, liet het paleis herstellen. Het resultaat was dat de highsociety van Napels in het slot galafeesten hield tot laat in de nacht. De vensters van het paleis bleven de hele nacht verlicht, zoals de bevolking kon vaststellen in de baai van Napels (die zelf niet verlicht was). In 1688 veroorzaakte een aardbeving andermaal schade.
In de loop van de 18e eeuw verkochten nazaten van de familie Carafa het paleis aan Carlo Minelli, markies van Calistri. De familie Minelli organiseerde op haar beurt feestelijkheden in het paleis.
Begin 19e eeuw werd een deel van het paleis afgebroken om de Via Posillipo aan te leggen (1824). Het paleis geraakte in verval. Het werd occasioneel gebruikt als een fabriek en een bank of bewoond door burgers, maar stond uiteindelijk jarenlang leeg.
In 1902 kocht Nicola Breglia het pand en deed herstelwerken. Het Palazzo Donn’Anna begon een nieuw leven als condominium van private woningen. Het werd nooit een museum. 
Een van de huurders in de 21e eeuw is Dries Mertens, Belgisch voetballer bij SSC Napoli.

## Stadslegendes
Over het Palazzo Don’Anna en de voorganger, de Villa der Sirena, deden verhalen de ronde in Napels. Zo schreef Matilde Serao de stadslegende neer dat Johanna I, koningin van Napels en Jeruzalem, er haar minnaars ontmoette. Ook smeet Johanna sommigen van hen nadien de zee in. Het beeld van de feestende elite ’s nachts achter de goed zichtbare vensters in de baai was het startpunt van verhalen in de volksbuurten van Napels.
- Gemeinsame Normdatei: 4796112-0
- Library of Congress Control Number: no2008085699
- Virtual International Authority File: 245431952